# Centrales Eléctricas de Norte de Santander
Centrales Eléctricas de Norte de Santander S.A. E.S.P. más conocida como CENS, es una empresa de servicios públicos colombiana que vende el servicio de energía eléctrica a más 350 000 clientes del departamento de Norte de Santander, Cesar (Aguachica, Gamarra, González, La Gloria, Pelaya y Rio de Oro) y el municipio de Morales en Bolívar. Sede principal se ubica en Cúcuta,  Desde el 23 de julio de 2009 hace parte del grupo EPM de Medellín luego de ser comprada en una subasta por 180 mil millones de pesos.

## Historia
El 16 de junio de 1896 se crea la organización Compañía de Alumbrado Eléctrico de Cúcuta, quien a través de una planta hidroeléctrica de 220 kW de generación ubicada en "Los Colorados" suministra energía eléctrica a la ciudad de Cúcuta. El 16 de octubre de 1952 y mediante la Notaría Octava de Bogotá, se constituye la empresa Centrales Eléctricas de Cúcuta S. A. la cual inició operaciones el 3 de enero de 1953 y posteriormente en 1955, cambió su razón social por "Centrales Eléctricas del Norte de Santander S. A.".  En 1961 la electrificadora adquirió las empresas de energía eléctrica de Pamplona y Ocaña.
En el marco de la ley 142 de 1994, CENS se constituyó como Empresa de Servicios Públicos, siendo en ese entonces la Nación el principal accionista de la empresa con el 78,98% de las acciones y quedando a partir de esa fecha bajo la vigilancia y control de la Superintendencia de Servicios Públicos.
Durante el año 2007 el Gobierno promovió la venta de sus participaciones accionarias mayoritarias en las electrificadoras ESSA (Santander), CENS (Norte de Santander), EMSA (Meta), EBSA (Boyacá) y EEC (Cundinamarca) al sector público y privado. Dicho proceso fue terminado anticipadamente en febrero de 2008.
En 2009 la Nación efectuó en Bogotá la venta de tres empresas de energía eléctrica, entre las cuales se contaba CENS, las acciones de la nación quedaron en manos de Epm Inversiones S.A.  Posteriormente, el 23 de julio de 2009, Empresas Públicas de Medellín como accionista de Epm Inversiones, adquirió el 12,54% de las acciones de propiedad del Comité Departamental de Cafeteros, transacción con la cual el Grupo EPM pasó a ser el mayor accionista con una participación del 91,52% .
Durante el periodo de gobierno de Álvaro Uribe unas 500 empresas pasaron a capital privado por un precio de 13 billones de pesos.